# 自由であるために
「自由であるために」（じゆうであるために）は、V6の13枚目のシングル。1999年5月12日にavex traxから発売された。

## 解説
前作「Believe Your Smile」以来2ヶ月ぶりのシングル。
坂本昌行、岡田准一にソロパートが与えられている。

## 収録曲
1. 自由であるために [4:49]
作詞：松井五郎
作曲：菊池一仁
編曲：明石昌夫
  - TBS系『学校へ行こう!』テーマソング
2. Yo!You!! [4:59] - Coming Century
作詞：六ツ見純代
作曲：浅田直
編曲：渡辺和紀
3. 自由であるために（カラオケ）
4. Yo! You!!（カラオケ）

## 収録アルバム
- 『"LUCKY" 20th Century, Coming Century to be continued...』（#1, 2）
  - #1はアルバムバージョンを収録。
  - #2はメドレーの1曲として収録。
- 『Very best』（#1）
- 『SUPER Very best』（#1）

## 映像作品
- Film V6 act III-CLIPS and more- （#1）
- VERY HAPPY!!! （#1,2）
- LIV6 （#1）
- LOVE&LIFE 〜V6 SUMMER SPECIAL DREAM LIVE 2003〜 （#1）
- LIVE TOUR V6 groove （初回限定盤B #1）